# 凱亞·帕納比
凱亞·帕納比（英語：Kaia Parnaby，1990年7月14日—）是一名出生於澳大利亞新南威爾士州的壘球選手，司職投手，目前效力於日本壘球聯盟SG控股。她曾隨隊參加2012年、2014年世界女子壘球錦標賽，結果獲得銅牌。

## 外部連結
- 凱亞·帕納比的Facebook專頁
- 凱亞·帕納比的X（前Twitter）
- 凱亞·帕納比的Instagram帳戶